# ماكس شتاينبرغ
ماكس شتاينبرغ (بالإنجليزية: Max Steinberg)‏ هو لاعب بوكر أمريكي، ولد في 9 يوليو 1988 في واشنطن العاصمة في الولايات المتحدة.